# سنت جیمز سیتی (فلوریدا)
سنت جیمز سیتی (به انگلیسی: St. James City) یک منطقهٔ مسکونی در ایالات متحده آمریکا است که در شهرستان لی، فلوریدا واقع شده‌است. سنت جیمز سیتی ۳۸٫۲ کیلومتر مربع مساحت و ۴٬۱۰۵ نفر جمعیت دارد و ۱ متر بالاتر از سطح دریا واقع شده‌است.